# Montemolín
Montemolín ist ein Ort und eine Gemeinde (municipio) mit 1.267 Einwohnern (Stand: 2024) im Südosten der spanischen Provinz Badajoz in der Autonomen Gemeinschaft Extremadura.

## Lage
Der ungefähr 615 bis 630 m hoch gelegene Ort Montemolín befindet sich gut 113 km südöstlich der Provinzhauptstadt Badajoz bzw. ca. 95 km südlich von Mérida nahe der Kleinstadt Monesterio. Das Klima im Winter ist gemäßigt, im Sommer dagegen warm bis heiß; die eher geringen Niederschlagsmengen (ca. 650 mm/Jahr) fallen – mit Ausnahme der nahezu regenlosen Sommermonate – verteilt übers ganze Jahr.

## Bevölkerungsentwicklung
| Jahr      | 1857  | 1900  | 1950  | 2000  | 2019  |
| Einwohner | 2.954 | 3.437 | 4.834 | 1.691 | 1.343 |

Der deutliche Bevölkerungsrückgang seit den 1950er Jahren ist im Wesentlichen auf die Mechanisierung der Landwirtschaft sowie die Aufgabe bäuerlicher Kleinbetriebe und den daraus resultierenden Verlust von Arbeitsplätzen zurückzuführen (Landflucht).

## Wirtschaft
Die Menschen früherer Zeiten lebten im Wesentlichen als Selbstversorger von der Landwirtschaft; im Ort ließen sich auch Händler, Handwerker und Dienstleister aller Art nieder. Haltbare oder durch Trocknen oder Räuchern haltbar gemachte Produkte wie (Getreide, Käse, Wurst, Schinken etc.) oder Tierhäute konnten bei fahrenden Händlern getauscht oder verkauft werden.

## Geschichte
Keltische, römische und westgotische Spuren wurden auf dem Gemeindegebiet bislang nicht entdeckt. Im frühen 8. Jahrhundert wurde die Region von den Mauren überrannt, die sich jedoch unter dem leonesischen König Alfons IX. (reg. 1188–1230) mit der christlichen Rückeroberung (reconquista) auseinanderzusetzen hatten, die von den Almohaden bis zur Schlacht bei Las Navas de Tolosa (1212) aufgehalten werden konnte. Die endgültige Rückeroberung des Südwestens der Iberischen Halbinsel erfolgte unter dem leonesisch-kastilischen König Ferdinand III. (reg. 1230–1252). Dieser übergab den Ort um das Jahr 1246 in die Hände des Santiago-Ritterordens.

## Sehenswürdigkeiten

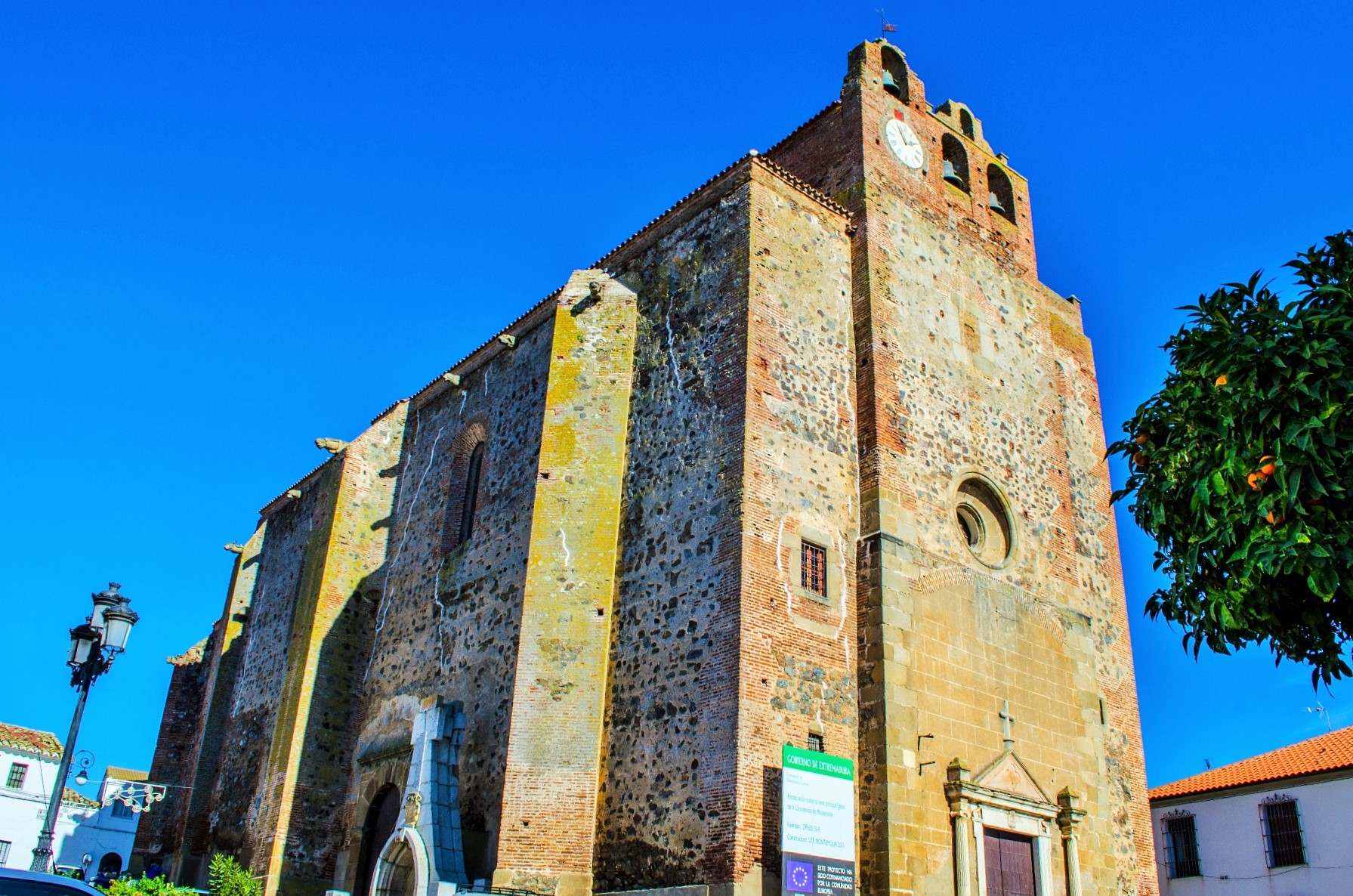
Montemolín – Iglesia de la Purísima Concepción

- Wichtigste Sehenswürdigkeit des Ortes ist die Ruine der Ende des 12. Jahrhunderts von den Almohaden auf einem ca. 100 m höher gelegenen Hügel erbaute Festung (alcazaba) mit zahlreichen Türmen auf quadratischem Grundriss. Sie wurde zum Teil aus Stampflehm vermischt mit kleinen Steinen erbaut; die Ecken einige Türme sind mit Ziegelsteinen verstärkt. Die Festung gelangte um das Jahr 1246 in die Hände des Santiagoordens, der sie mit einem Bergfried (torre del homenaje) und mit einigen halbrunden Außentürmen versah. Die Burg wurde aber in der Folgezeit nicht mehr genutzt und verfiel. Zu sehen sind ein Kerker (mazmorra), eine Zisterne (aljibe) und die Reste des Bergfrieds.[5]
- In der Nähe der Burg steht die von einem Glockengiebel (espandaña) überhöhte alte Pfarrkirche des Ortes, die Ermita de la Virgen de la Granada.
- Die in ihren äußeren Dimensionen (Länge 72 m, Breite 32 m, Höhe 18 m) beeindruckende Pfarrkirche (Iglesia de la Purísima Concepción) wurde in Mudéjar-Tradition aus einer Mischung von Bruch- und Ziegelsteinen errichtet. Sie entstand in der zweiten Hälfte des 16. Jahrhunderts und war ursprünglich die Kirche des Ritterordens; sie hat keinen Turm, sondern einen Glockengiebel mit dahinter befindlicher Glockenstube. Im Innern der mit einem Sterngewölbe bedeckten Kirche befinden sich zahlreiche Altäre.[6]
- Weitere Kapellen (ermitas) bereichern das Ortsbild.